# Hildegard Wester
Hildegard Wester geb. Peters (* 28. Dezember 1949 in Rheydt) ist eine deutsche Politikerin (SPD). Mit Unterbrechungen war sie von 1990 bis 2009 Abgeordnete des Deutschen Bundestages.

## Leben
Wester besuchte die Realschule und absolvierte anschließend eine Sonderprüfung, mit der sie trotz der Mittleren Reife eine Hochschule besuchen durfte. Sie studierte an der Pädagogischen Hochschule Rheinland und legte dort das Erste und Zweite Staatsexamen ab. Nach ihrem Studienabschluss wurde sie Hauptschullehrerin und war später als hauptamtliche pädagogische Mitarbeiterin bei der Neuen Gesellschaft Niederrhein im Bereich der Erwachsenenbildung beschäftigt. Ab 1984 war sie freiberuflich tätig. Wester ist verheiratet und hat drei Töchter.

## Politik
Wester trat 1971 in die SPD ein und wurde später stellvertretende Vorsitzende des Mönchengladbacher SPD-Unterbezirks. Bei der Bundestagswahl 1990 konnte sie erstmals (über die Landesliste Nordrhein-Westfalen) in den Bundestag einziehen. Dort war sie ordentliches Mitglied im Ausschuss für Bildung und Wissenschaft und im Ausschuss für Familie und Senioren. Bei der Bundestagswahl 1994 zog sie erneut über die Landesliste ins Parlament ein, wo sie dem Ausschuss für Familie, Senioren, Frauen und Jugend und außerdem dem Petitionsausschuss angehörte. Bei der Bundestagswahl 1998 zog sie mit dem Direktmandat des Wahlkreises 78 (Mönchengladbach) ins Parlament ein, wo sie als ordentliches Mitglied dem Gemeinsamen Ausschuss und dem Vermittlungsausschuss angehörte. Im Januar 2001 wurde Wester stellvertretende Vorsitzende der SPD-Fraktion und blieb dies, bis sie bei der Bundestagswahl 2002 in ihrem Wahlkreis nicht mehr wiedergewählt wurde. Auch aufgrund ihres Listenplatzes verfehlte sie den erneuten Einzug. Im Oktober 2004 konnte sie allerdings über die Landesliste nachrücken, als der SPD-Abgeordnete Jochen Welt im Kreis Recklinghausen zum Landrat gewählt wurde und sich deswegen aus dem Parlament zurückzog. Nach der Bundestagswahl 2005 schied sie erneut aus dem Parlament aus, rückte aber für den am 1. April 2009 durch Verzicht ausgeschiedenen Abgeordneten Rainer Wend nach. Nach der Bundestagswahl 2009 schied sie erneut aus dem Parlament aus.